# Linia kolejowa nr 112
Linia kolejowa nr 112 – zlikwidowana na podstawie uchwały 48 Zarządu kolei z dnia 20 lutego 2002 r., jednotorowa linia kolejowa łącząca stacje Kraków Płaszów i Kraków Wisła.
Część terenów po zlikwidowanej linii została zagospodarowana – rejon stacji Kraków Wisła został przekształcony w park Stacja Wisła, wiadukty nad ulicą Powstańców Wielkopolskich wykorzystywane są przez linię kolejową nr 629 Kraków Główny – Kraków Bieżanów, a ponadto w związku z budową linii kolejowej nr 624 Kraków Zabłocie – Kraków Bonarka, rozpoczętą we wrześniu 2015 roku, część linii uległa fizycznej likwidacji.

## Galeria

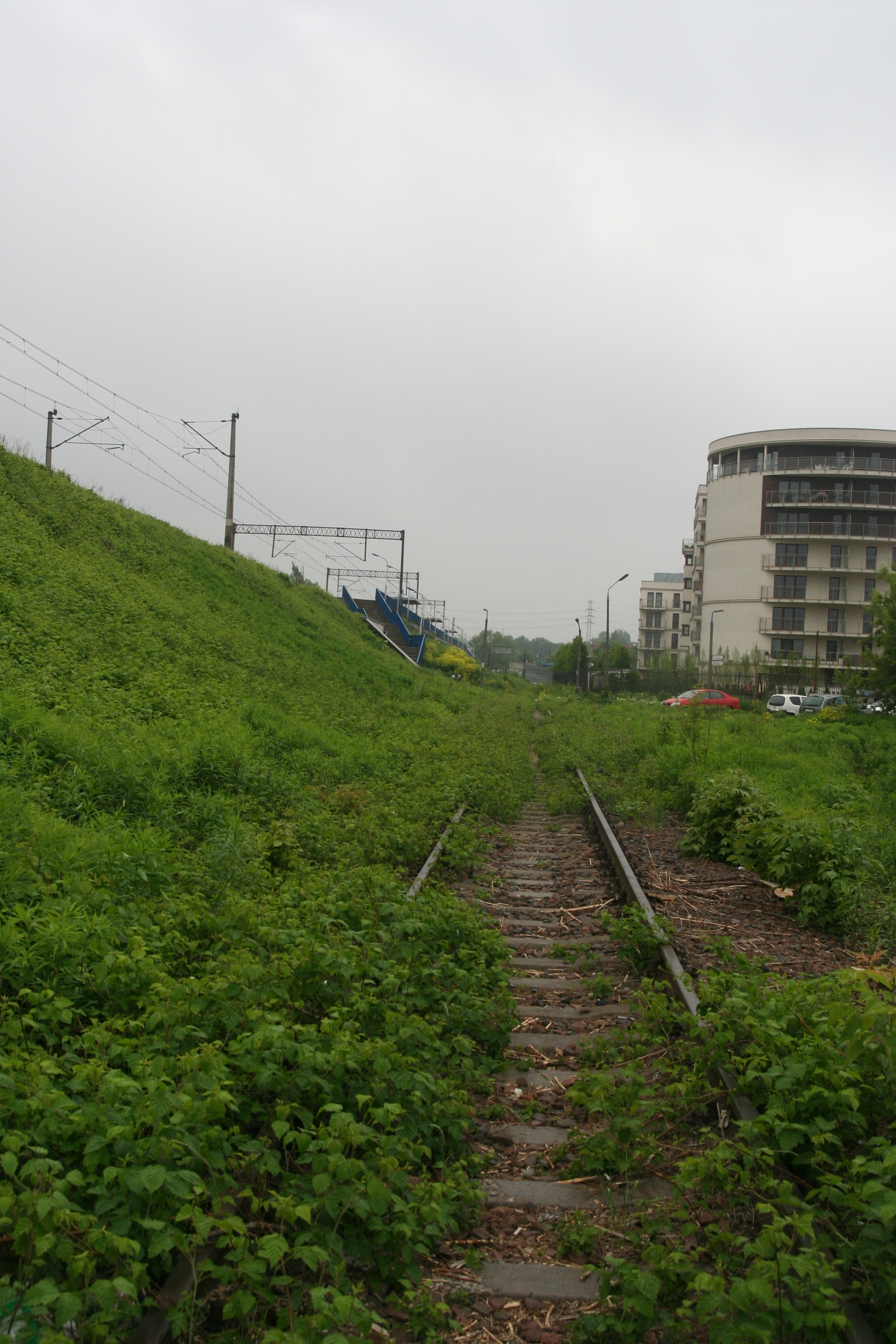
Pozostałość linii przy nasypie linii kolejowej nr 91 (2015)
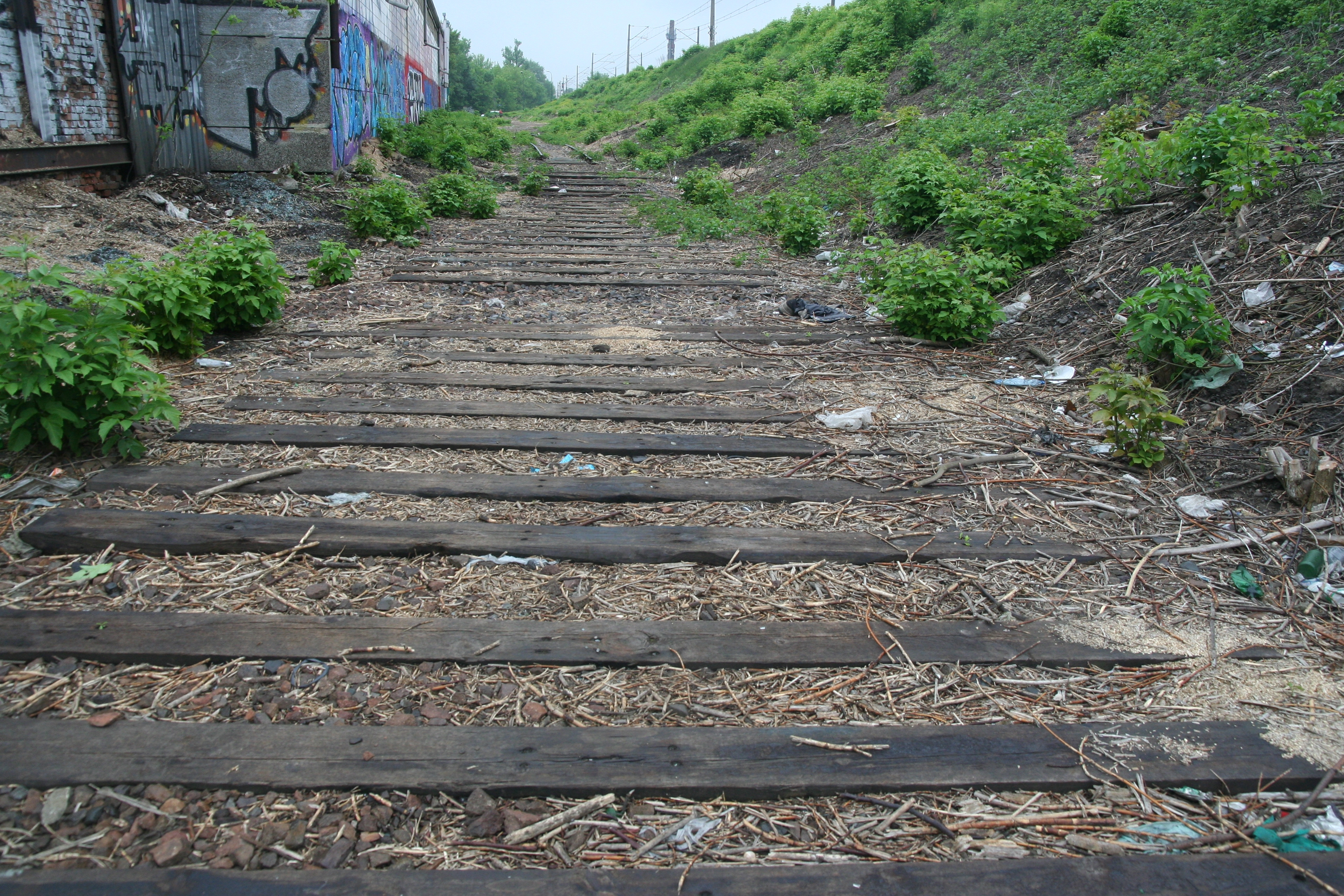
Pozostałość po rozjeździe do jednej z bocznic (2015)
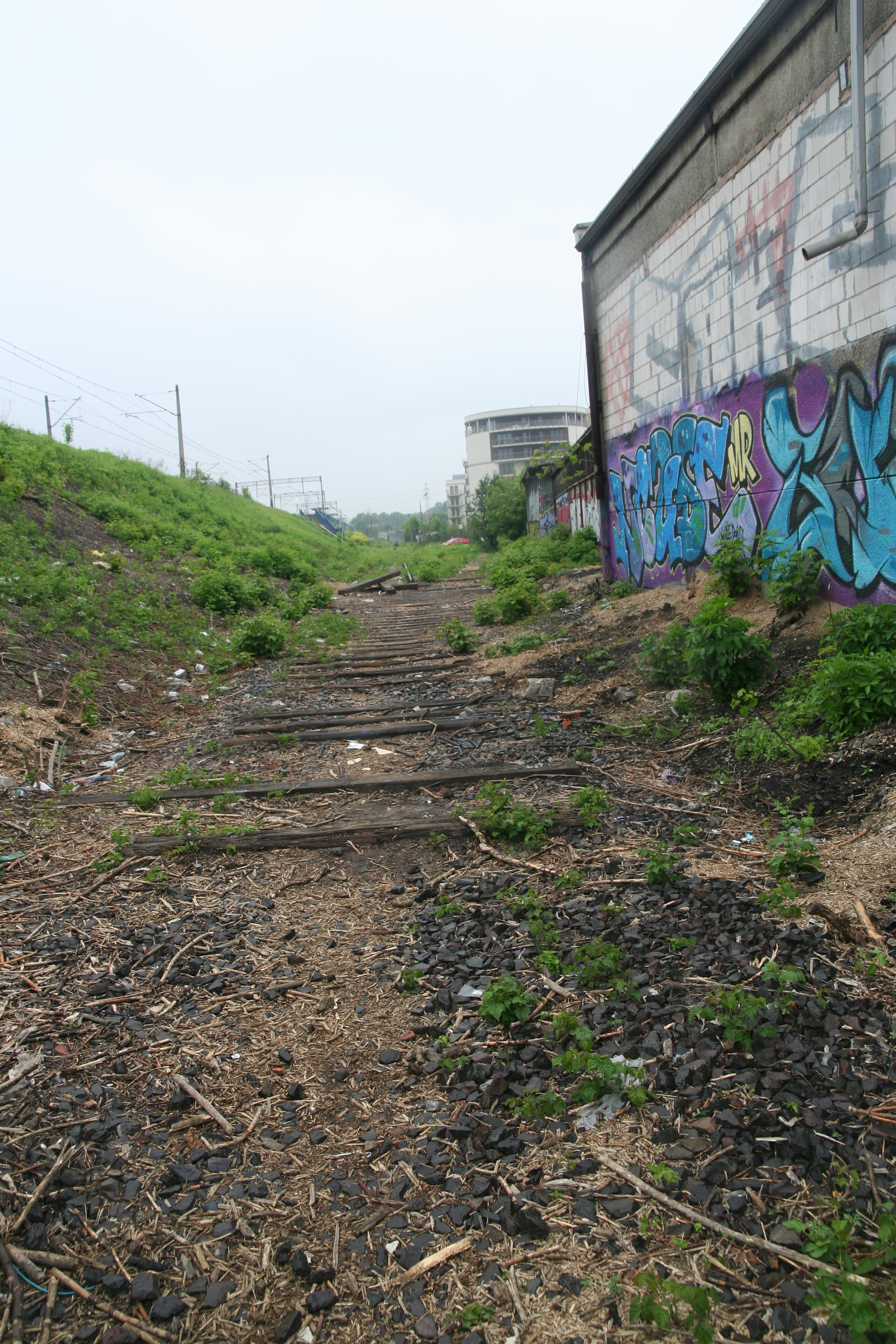
Linia między ulicami Lipową a Jana Dekerta (2015)
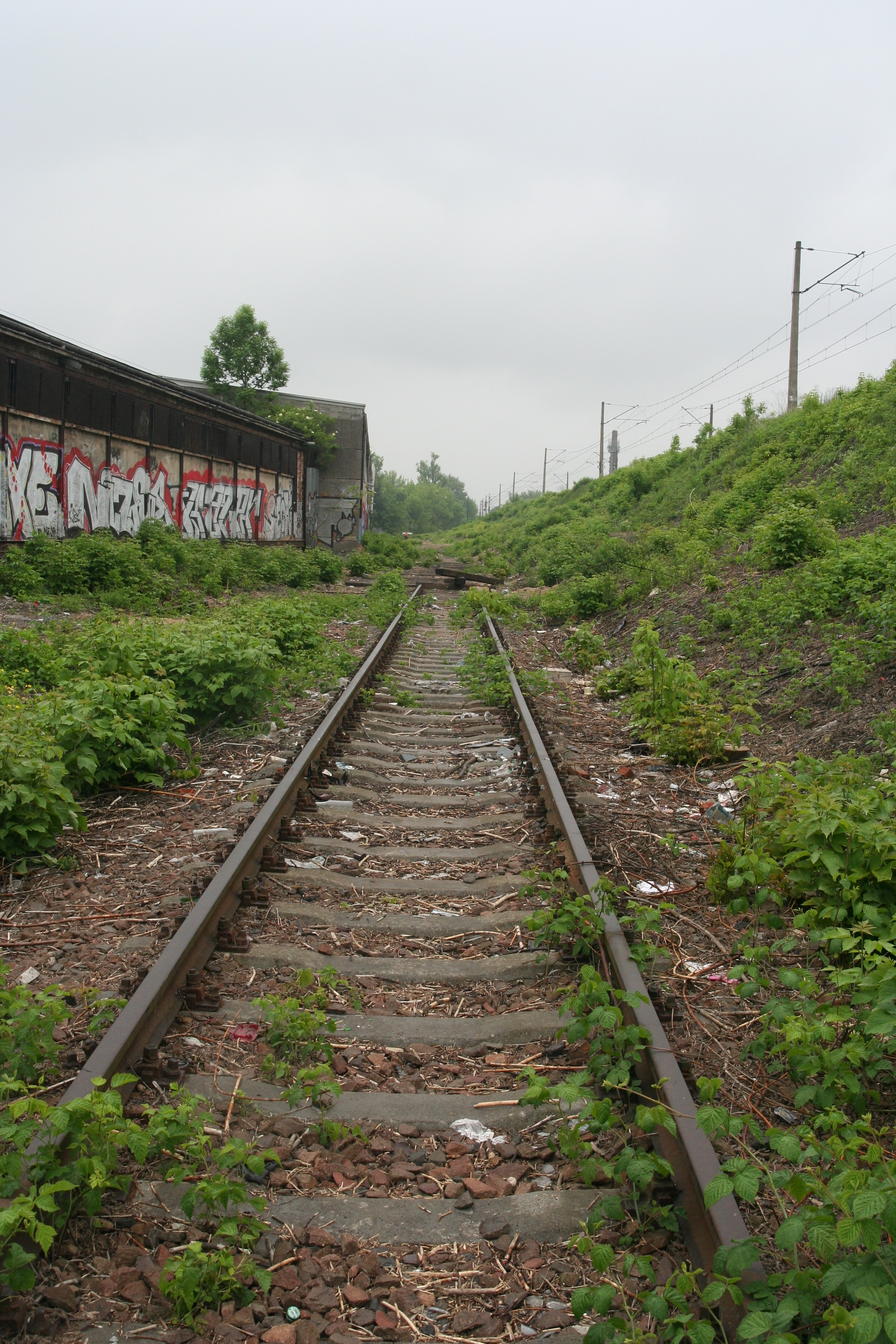
Linia między ulicami Lipową a Jana Dekerta (2015)
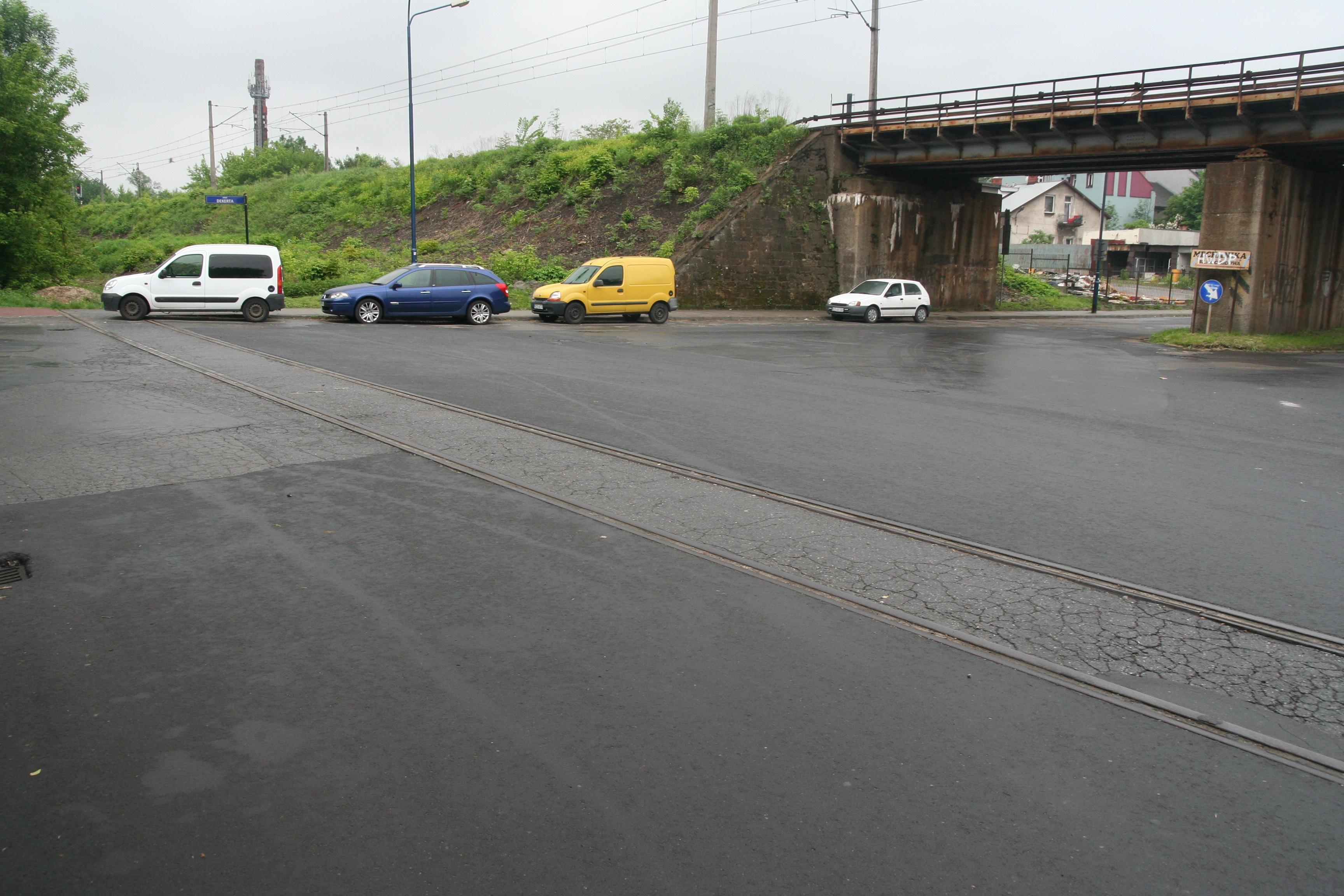
Przejazd kolejowo–drogowy w ciągu ulic Jana Dekerta i Tadeusza Romanowicza (2015)